# 1995年4月29日の日食

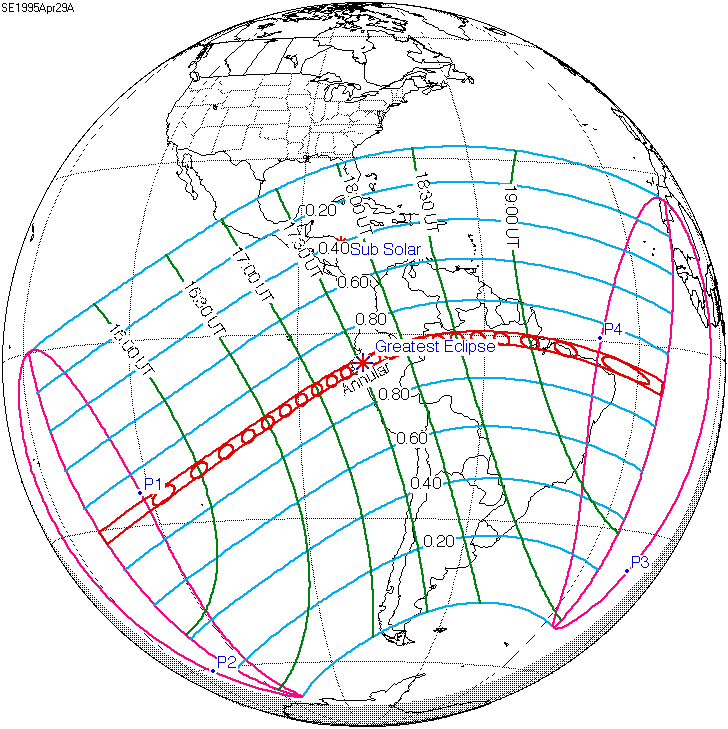

1995年4月29日の日食は、1995年4月29日に観測された日食である。ペルー、エクアドル、コロンビア、ブラジルで金環日食が観測され、ラテンアメリカのほとんどと以上の地域の周辺の一部で部分日食が観測された。

## 通過した地域
金環帯が通過した、金環日食が見えた地域はペルー北部、エクアドル南部、コロンビア南部、ブラジル北部だった。金環食の最大はペルーのピウラ県北東部にあった。
また、金環日食が見えなくても、部分日食が見えた地域はポリネシア東部、メキシコ南東部、中央アメリカ、アメリカ合衆国フロリダ州の南半分、南アメリカのほとんど（パタゴニア南端とフォークランド諸島を除く）、西アフリカ西部、大西洋中南部にある島々だった。

## 観測
アメリカ航空宇宙局ジョンソン宇宙センターの観測隊はペルーのアマゾン熱帯雨林のプイナワ地区付近で金環日食を観測した。天気が晴れで、観測は成功した。